# Dolný tok Okny
Dolný tok Okny este o arie protejată (arie specială de conservare — SAC, sit de importanță comunitară — SCI) din Slovacia întinsă pe o suprafață de 28,37 ha, integral pe uscat.

## Localizare
Centrul sitului Dolný tok Okny este situat la coordonatele 48°43′28″N 22°07′33″E / 48.724461°N 22.125775°E.

## Înființare
Situl Dolný tok Okny a fost declarat sit de importanță comunitară în decembrie 2021.

## Biodiversitate
Situată în ecoregiunea panonică, aria protejată nu include niciun habitat protejat.
La baza desemnării sitului se află mai multe specii protejate:
- nevertebrate (1): Unio crassus
- pești (7): Barbus meridionalis, zvârluga (Cobitis taenia), hadină (Eudontomyzon danfordi), țipar (Misgurnus fossilis), boarță (Rhodeus sericeus amarus), Romanogobio albipinnatus, porcușor de nisip (Romanogobio kesslerii)